# Desmond Hume
Desmond Hume är en rollfigur i TV-serien Lost och spelas av Henry Ian Cusick.

## Historia
Desmond kommer ursprungligen från Glasgow, Skottland.
Man får genom tillbakablickar veta att Desmond en gång i tiden var förlovad med en kvinna vid namn Ruth och att han en vecka före bröllopet fick kalla fötter. Han mötte i samma veva en munk och kände att han hade ett ”högre kall” som han var tvungen att följa, och anslöt sig därför till kloster. Efter en tid som munk blev han dock avskedad med förklaringen att det finns en större plan för Desmond än att leva som munk. Som en sista tjänst till klostret hjälper han Penny att lasta in klostervin i hennes bil. Penny och Desmond blir omedelbart attraherade av varandra, och Penny frågar om Des vill följa med till Carlisle för att hjälpa till att lasta ut vinet också. Två år senare blir de sambor.
För att kunna ta nästa steg i deras förhållande besöker Desmond Pennys far, Charles Widmore för att be honom om Pennys hand. Under besöket visar Charles ett stort missnöje med Desmond och förklarar att hans dotter förtjänar något mycket bättre än han. Efter detta möte blir Desmond så upprörd att han gör slut med Penny, eftersom han aldrig kommer att vara god nog åt henne.
I ett försök att imponera på Pennys far tar Desmond värvning i the Royal Scots. Efter att ha blivit fängslad för ett okänt brott blir han avskedad även från armén. När han blir frisläppt väntar Charles Widmore på honom utanför fängelset och informerar Desmond om att han konfiskerat alla brev han skickat till Penny under sin tid i fängelset och han försöker även muta Des till att hålla sig borta från Penny. Desmond bestämmer sig för att delta i Charles Widmores båtrace, för att bevisa att han är god nog åt Penny. Under en resa till USA möter han Libby, som lånar ut sin avlidna makes båt till honom. Han möter även Jack Shephard för första gången under ett av sina träningspass. Just före Desmond åker iväg möter han Penny i Los Angeles, och ber då henne att vänta på honom ett år till, så att han kan slutföra seglatsen. När han påbörjat racet kommer hans båt i ett riktigt oväder och han slås medvetslös.

## På ön
Desmond spolas i land på ön utan sin båt. En man vid namn Kelvin Joe Inman rusar ut ur djungeln iklädd en skyddsdräkt. Kelvin tar med sig Desmond till DHARMA-stationen Svanen och förklarar för honom att man måste trycka på knappen var 108:e minut, annars händer något mycket otrevligt. Desmond levde och arbetade i luckan i tre år innan de överlevande från flygkraschen hittade den och tog sig in. Desmond förklarade att då för dem att någon måste fortsätta trycka på knappen var 108:e minut och försvann sedan in i djungeln. Han försökte fly ön med samma segelbåt som en gång förde honom dit, men misslyckades och återvände till ön inte långt senare.
Då John Locke tillsammans med Desmond låser ut Mr. Eko ur kontrollrummet för att se vad som händer om man inte trycker på knappen inser Desmond att Flight 815 störtade i samband med den enda gång han missat att trycka på knappen i tid. Han försöker stoppa Lockes experiment, men John förstör datorn i Svanen och Desmond tvingas använda säkerhetsnyckeln, vilket leder till att hela komplexet imploderar. Desmond själv gör en resa tillbaka i tiden till den dag han gjorde slut med Penny. Efter denna episod återvänder han till nutiden igen, men han får fortsatt korta visioner om framtiden. Bland annat förutspådde han Charlies död.

## Namnets ursprung
Rollfiguren Desmond är döpt efter David Hume, en filosof med skotskt ursprung som diskuterade idéer om fri vilja och determinism. Dessa idéer tas också upp när Desmond reser bakåt i tiden och träffar Ms. Hawking. 